# Eleanor Pairman
Elanor "Nora" Pairman, també coneguda com a Nora Brown, (8 de juny de 1896 - 14 de setembre de 1973) va ser una matemàtica escocesa emigrada als Estats Units i la tercera dona en rebre un doctorat en Matemàtiques per la Universitat de Radcliffe, a Massachusetts. És coneguda per haver desenvolupat mètodes pioners en la docència de les Matemàtiques destinats a alumnes invidents.

## Primers anys
La més petita de quatre germans, Pairman va néixer a Broomieknowe, Lasswade, Escòcia. El seu pare, John Pairman, advocat a les Corts Supremes d'Escòcia, morí quan ella era molt petita.
Va estudiar al Lasswade Higher Grade School des del 1903 al 1908, abans d'assistir a l'escola privada George Watson's Ladies' College, entre els anys 1908 i 1914. Després d'examinar-se del seu Scottish Leaving Certificate en 1914, es matriculà en Matemàtiques a la Universitat d'Edimburg.

## Trajectòria
Eleanor Pairman va obtenir un Màster en Matemàtiques i Filosofia Natural, graduant-se amb matrícula d'honor, pel qual se li concedí una beca Vans Dunlop de tres anys de duració, que li permetia prosseguir amb els seus estudis a qualsevol universitat. A principis de l'any 1918, Pairman va contribuir amb les seves aportacions a diverses reunions de la Edinburgh Mathematical Society.
El 1918 es va unir al Departament d'Estadística Aplicada de Karl Pearson, que incloïa el Laboratori Biomètric i el Laboratori Francis Galton per Eugenèsia Nacional, al University College de Londres. El 1919 va marxar als Estats Units on va obtenir el doctorat el 1922 al Radcliffe College amb una tesi dirigida per George Birkhoff. Durant la seva estància al Laboratori Galton, Pairman va treballar com a calculadora humana. També fou citada com una de les contribuïdores a la publicació de 1917 del Laboratori Galton, A study of the long bones of the English skeleton Part I, escrit conjuntament per Julia Bell i Karl Pearson, i que pretenia identificar "diferències racials en l'home."
L'any 1919, Pairman va escriure conjuntament amb Karl Pearson l'artícle On Corrections for the Moment-Coefficients of Limited Range Frequency Distributions When there are Finite or Infinite Ordinates and Any Slopes at the Terminals of the Range, publicat a la revista científica Biometrika.
Un dels seus professors, Cargill G. Knott, va escriure una carta de recomanació afirmant que "amb les oportunitats adequades, [Pairman] promet desenvolupar una carrera útil i distingid". Pairman va arribar a Nova York el 12 d'octubre de 1919 i viatjà fins a Cambridge, Massachusetts, per a estudiar a la Universitat Radcliffe, una facultat exclusivament per dones i estretament lligada amb la Universitat Harvard que, per aquella època, només hi estudiaven homes. Estudià sota la supervisió de George David Birkhoff. La seva tesi doctoral es titulava Expansion Theorems for Solution of a Fredholm's Linear Homogeneous Integral Equation of the Second Kind with Kernel of Special Non-Symmetric Type. Aconseguí el doctorat el 1922 i es convertí en la tercera dona en obtenir un doctorat en Matemàtiques per la Universitat Radcliffe.
Al mateix any es va casar amb Bancroft Huntington Brown, un company d'estudis, i la parella va anar a viure a Hanover (Nou Hampshire) ja que el seu marit va ser nomenat professor del Dartmouth College. Com que el Darmouth era aleshores una institució exclusivament masculina, ella només va poder donar classes a temps parcial entre 1955 i 1959, tot i que li encantava donar classes.
A partir dels anys 50, va començar a estudiar braille i a ajudar a l'ensenyament de les matemàtiques a nens cecs, ajudant-se d'una màquina de cosir.